# Transithandel
Med transithandel menes der, at man fører varer fra det ene sted til et andet og kommer af ordet transit, der betyder igennem. F.eks. var Venedig et centrum for transithandel i byens storhedstid. Varer fra Østen blev købt og herefter solgt videre fra byen til Norden. Ligeledes omvendt med varer fra Norden.
| Erhverv og erhvervsliv | Spire Denne artikel om erhverv, erhvervsliv og arbejdsmarked er en spire som bør udbygges. Du er velkommen til at hjælpe Wikipedia ved at udvide den. |